# Оги (город)
Оги́ (яп. 小城市 Оги-си) — город в Японии, находящийся в префектуре Сага. Площадь города составляет 95,85 км², население — 44 492 человека (1 августа 2014), плотность населения — 464,18 чел./км².

## Географическое положение
Город расположен на острове Кюсю в префектуре Сага региона Кюсю. С ним граничат города Таку, Сага и посёлки Кохоку, Сироиси.

## Население
Население города составляет 44 492 человека (1 августа 2014), а плотность — 464,18 чел./км². Изменение численности населения с 1980 по 2005 годы:
| 1980 | 37 839 чел. |  |
| 1985 | 38 915 чел. |  |
| 1990 | 40 283 чел. |  |
| 1995 | 43 491 чел. |  |
| 2000 | 45 375 чел. |  |
| 2005 | 45 852 чел. |  |

## Символика
Деревом города считается сакура, цветком — цветок сакуры.